# Al-Azizijja
Al-Azizijja (arab. العزيزية) – miasto w północno-zachodniej Libii, siedziba administracyjna gminy Al-Dżifara. Liczy ok. 4000 mieszkańców.
13 września 1922 roku odnotowano tu temperaturę 58 °C, przez 90 lat była ona uznawana za najwyższą odnotowaną temperaturę powietrza w historii; ponowne analizy tych pomiarów wykazały, że badacz popełnił błąd, odnotowując temperaturę wyższą o około 2 stopni od rzeczywistej.